# Premio Neerja Bhanot
El Premio Neerja Bhanot es un premio de reconocimiento que otorga, hasta una vez al año, el Neerja Bhanot-Pan Am Trust en India a dos mujeres de ese país  que, sometidas a algún tipo de injusticia social, se han sobrepuesto a la situación con determinación y han extendido su ayuda a otras mujeres en condiciones similares de opresión. El premio anual Neerja Bhanot fue instituido en 1990 y nombrado en honor a la Jefa de Cabina Neerja Bhanot, que salvó cientos de vidas sacrificando la suya propia durante el vuelo Pan Am 73, secuestrado en el aeropuerto de Karachi (Pakistán), en septiembre de 1986. El galardón conlleva una remuneración de 1,5 rupias lakh, una mención y un trofeo.

## Galardonadas
- 2001 - Yasoda Ekambaram[3]
- 2003: Shivani Gupta[4]
- 2004 - Mangala Patil
- 2008 - Chanda Asani[5]
- 2012: Asha Manwani[6]
- 2014 - Rashmi Anand[7]
- 2015 - Subhashini Vasanth[8]
- 2016 - Sindhutai Sapkal
- 2017 - Dr. Sarojini Agrawal

### Otras premiadas a lo largo de los años
- Purnima Sadhana (1991)

- Sadhna Pawar (1991)

- Satya Rani Chadha (1992)

- Amrita Ahuwalia (1992)
- Shehnaz Shaikh (1993)
- Bhanwari Devi (1994)
- Alice Garg (2000)
- Flavia Agnes (2002)
- Shifiya Haneef (Kerala) (2019)